# Кавалерійський корпус (Румунія)
Кавалерійський корпус (рум. Corpul de Cavalerie) — оперативно-тактичне військове об'єднання, кавалерійський корпус Королівської румунської армії, яке існувало з 1941 до 1944 року.

## Історія
На момент вступу Королівства Румунія у Другу світову війну, кавалерія сухопутних військ була представлена Кавалерійським корпусом з 1-ю, 5-ю, 6-ю, 7-ю, 8-ю та 9-ю кавалерійськими бригадами, які мали під своїм командуванням 1-12-й полки рошиорів, 1-13-й кавалерійські полки. Одні кінні полки були «спішеними», інші «кінними».
Румунський кавалерійський корпус відзначився у військових діях у Бессарабії та на півночі Азовського моря, на Кавказі, в Криму, а потім у Західній кампанії до кінця війни. У першій частині війни 5-та, 6-та і 8-ма кавалерійські бригади діяли при Кавалерійському корпусі, а інші — при інших командуваннях. У певних ситуаціях з кавалерійських частин (у Бессарабії, Україні, Криму, Кубані, Калмицькому степу тощо) формувалися спеціальні загони, особливо ті, які очолив полковник Раду Корне. 15 березня 1942 року кавалерійські бригади перетворені на дивізії (в 1943 році 7-ма кавалерійська дивізія була розформована, незабаром створені дублікати 1-ї і 5-ї кавалерійських дивізій).
Восени 1944 року в контексті заходів, введених Союзницькою контрольною комісією, було розформовано штаб кавалерійського корпусу, 5-ту і 6-ту кавалерійські дивізії, а також численні кавалерійські полки.